# Mecina Fondales
Mecina Fondales fue un municipio español situado en la parte central de la comarca de Alpujarra Granadina, en la provincia de Granada. Limitaba con los también municipios de Pitres, Ferreirola, Almegíjar, Torvizcón, Alcázar y Bargís y Órgiva.
Comprendía los núcleos de población de Mecina, que era la capital, Mecinilla y Fondales. En 1975 se fusionó junto con Pitres y Ferreirola en un solo municipio llamado La Taha, recayendo la capitalidad en el núcleo bárbaro. Aun así, en la actualidad perdura esa denominación para definir al conjunto de los tres núcleos que anteriormente formaban el municipio mecinero.

## Demografía
| Gráfica de evolución demográfica de Mecina Fondales entre 1842 y 1970 |
| |
| Población de derecho según los censos de población del INE Población de hecho según los censos de población del INEEn 1972 este municipio desaparece porque se agrupa en el municipio La Taha |